# ياكوفليف ياك-36
الياكوفليف ياك-36 (روسية:Яковлева Як-36) (لقب الناتو: «فري هاند» Freehand) هي طائرة حربية نفاثة تقلع وتهبط عموديا تجريبية صنع منها 12 وحدة، صممت وصنعت بواسطة مكتب ياكوفليف في الاتحاد السوفيتي السابق.
كان للطائرة محركات توجه الدفع. وضع أحد المحركات امام قمرة القيادة وواحد اسفلها. يخرج العادم من فوهات ممكن التحكم في اتجاهها ووضعت في مركز ثقل الطائرة. والتي وجهت تقريبا على º90.
حلقت الياك-36 لأول مرة في 9 يناير عام 1963. وفي 16 سبتمبر 1963 أقلعت الطائرة لأول مرة بشكل عمودي وطارت بشكل عادي ثم هبطت بشكل عمودي مرة أخرى لأول مرة.
كان التطور التالي للياك-36 هي الياك-38 والتي طارت لأول مرة عام 1971 تحت اسم ياك-36 MP.

## المواصفات

### الصفات العامة
- الطاقم: 1.
- الطول: 16.75 متر.
- المسافة بين الجناحين: 7.4 متر.
- الارتفاع: 4.4 متر.
- مساحة الأجنحة: 17 متر².
- الوزن فارغة: 8.200 كجم.

### الأداء
- السرعة القصوى: ماخ 1.08 (1.150 كيلومتر/ساعة).
- المدى: 410 كيلومتر مزودة بخزانات وقود خارجية.
- أقصى ارتفاع: 12.000 متر.